# Karl Friedrich
Karl Friedrich (28. března 1867 Cheb – 9. ledna 1951 Nieder-Weisel) byl československý politik německé národnosti a meziválečný senátor Národního shromáždění ČSR za Německou nacionální stranu.

## Biografie
Vystudoval gymnázium v Chebu a práva na německé univerzitě v Praze. Pak působil na finančním úřadu v Chebu. Vystřídal několik postů v Chebu a Litoměřicích. Od roku 1919 byl vrchním finančním radou v Chebu.
Profesí byl k roku 1920 uváděn jako vrchní finanční rada z Chebu.
V parlamentních volbách v roce 1920 získal senátorské křeslo v Národním shromáždění za německé nacionály. Jejich strana šla do voleb v rámci koalice Německá volební pospolitost (Deutsche Wahlgemeinschaft), v níž se sdružila s Německou národně socialistickou stranou dělnickou. Mandát obhájil v parlamentních volbách v roce 1925 a v senátu zasedal do roku 1929.
V prosinci 1938 požádal i přes svůj vysoký věk o členství v NSDAP, které mu skutečně bylo přiděleno k 31. prosinci 1938 (místní skupina Cheb). Po válce žil v Západním Německu. Zemřel v Nieder-Weiselu u Butzbachu v Hesensku.